# Геннадий (Челноков)
Геннадий Челноков (? — 1810, Москва) — архимандрит Иосифо-Волоцкого монастыря Московской епархии Русской православной церкви; цензор.

## Биография
Геннадий Челноков учился в Казанской духовной академии, затем был в КазДА префектом и с 1 января 1794 года в сане игумена настоятельствовал в Кизическом Введенском монастыре города Казани.
В 1808 году был назначен архимандритом Иосифо-Волоцкого монастыря Московской епархии Русской православной церкви и членом духовно-цензурного комитета. В качестве цензора Геннадий жил в московском Донском монастыре, где и умер 6 (18) декабря 1810 года.
Были напечатаны его «Слова, говоренные в Санкт-Петербурге на чреде в 1809 году», «Слово на день преставления Преподобного Иосифа, Волоколамского чудотворца» (М.: Синодальная типография, 1810. — 13 с.), проповедь на день Благовещения Богородицы.